# Manguito rotador

10. Manguito rotador: 11. Supra-espinhal, 12. Subescapular, 13. Infra-espinhal, 14. Redondo menor

O manguito rotador ou coifa dos rotadores, segundo a anatomia humana, é um grupo de músculos e seus tendões que agem para estabilizar o ombro. , 

## Anatomia
É formado por quatro músculos: o supraespinhal, infraespinhal, redondo menor, subescapular.
Estes músculos, se comparados ao peitoral maior e ao músculo deltóide, não têm a mesma dimensão, mas desempenham um papel fundamental nos movimentos do ombro e da cintura escapular. Estes músculos devem possuir não apenas força suficiente, mas também resistência muscular significativa para funcionar apropriadamente.

## Função
O manguito funciona na verdade como uma convergência de tendões, semelhante a um capuz ao redor da cabeça do úmero. Os tendões dos quatro músculos se unem a cápsula articular ao redor da articulação glenoumeral e segundo Craig (2000) suas principais funções são:
- Potencializar as rotações da articulação glenoumeral, em decorrência da ação primária dos músculos , redondo menor e subescapular. A rotação lateral é imprescindível durante a abdução da articulação glenoumeral, pois libera a tuberosidade maior do úmero do atrito com o acrômio.

- Estabiliza a dinâmica da articulação glenoumeral. O músculo subescapular é o principal estabilizador dinâmico anterior da cabeça do úmero, enquanto o músculo infraespinhal é responsável pela estabilização dinâmica posterior. No músculo supraespinhal parece proporcionar uma restrição estática à migração superior da cabeça do úmero. Nos músculos infraespinhal, redondo menor e subescapular exercem ação primária na depressão da cabeça do úmero, em razão de sentido  oblíquo de suas fibras em direção a esse osso, o que gera um vetor de força no sentido caudal sobre sua cabeça. Na realidade, os músculos do manguito rotador e o músculo deltoide formam um mecanismo force couple sobre a cabeça do úmero, sendo que o vetor de força no sentido cranial exercido pelo músculo deltoide durante a elevação do membro superior é equilibrado pela ação centralizadora e depressora do manguito rotador sobre a cabeça do úmero, resultando em um movimento de rotação harmônica e preciso.

- Proporciona um compartimento fechado importante para a nutrição das superfícies articulares da cabeça do úmero e da cavidade glenoidal.

## Músculos que compõem o manguito rotador/coifa dos rotadores
| Músculo                | Origem na escápula  | Fixação no úmero | Função                   | Inervação                    |
| Músculo supra-espinhal | fossa supraespinhal | tubérculo maior  | abdução do braço         | Nervo supraescapular (C5)    |
| Músculo infra-espinhal | fossa infraespinhal | tubérculo maior  | rotação externa do braço | Nervo supraescapular (C5-C6) |
| Músculo redondo menor  | borda lateral       | tubérculo maior  | rotação externa do braço | Nervo axilar (C5)            |
| Músculo subescapular   | fossa subescapular  | tubérculo menor  | rotação interna do úmero | Nervo subescapular (C5-C6)   |

O trabalho do manguito rotador é essencial especialmente em atividades repetidas de suspensão acima da cabeça, como arremessar e nadar, citando algumas práticas esportivas. É muito frequente estas atividades serem realizadas com técnica deficiente, com fadiga muscular ou com o aquecimento e condicionamento inadequados, e o grupo muscular do manguito rotador, principalmente o supraespinhal, acaba não conseguindo estabilizar dinamicamente a cabeça do úmero na cavidade glenoide, originando outros problemas, como tendinite e fricção do manguito rotador dentro do espaço subacromial.
Em 75% de casos de dor no ombro, a principal causa é o tendão do supraespinhal do manguito rotador. A lesão do supraespinhal ocorre geralmente por movimentos repetidos, violentos ou acima da cabeça.

### Tipos de lesões de ombro relacionadas ao manguito rotador[4][5]
- Instabilidade do ombro: 
  - fossa glenoide rasa
  - deslocamento ou subluxação
  - estiramento das estruturas anteriores:subluxação anterior.

- Síndrome do impacto:
  - mecanismos extrínsecos
  - mecanismos intrínsecos (impacto) e fluxo sanguíneo comprometido do supraespinhal.

- Síndrome do pinçamento:
  - compressão das partes moles no espaço subacromial entre acrômio e cabeça do úmero. Classificação: grau 1, grau 2 e grau 3.

- Bursite Subacromial, causadas por: queda, golpe no ombro ou ruptura do supraespinhal, movimentos repetitivos e inflamação do tendão subjacente.

- Espessamento da bolsa subacromial, com os mesmos sintomas da ruptura do manguito; fraqueza na elevação e rotação externa.

- Tendinite calcificante:
  - envelhecimento(esforço);
  - inflamação (dor crônica);
  - depósito de cálcio.

- - Tendinite por sobrecarga de tração:
- rigidez da cápsula posterior;
- fraqueza periescapular;
- tendões do manguito trabalham mais.

- Capsulite adesiva (ombro congelado).

- Síndrome de TUBS

## Galeria

Articulação do ombro. Vista anterior.
Articulação do ombro. Vista traseira.
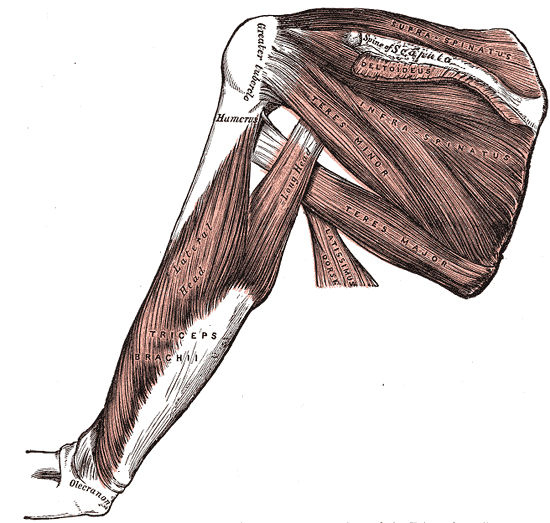
Músculos do dorso da escápula e o tríceps braquial.
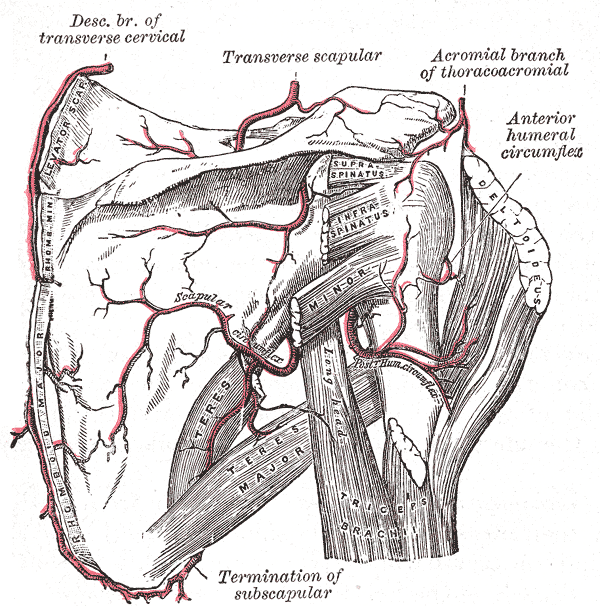
As artérias escapular e circunflexa.